# Cvi Zamir
Cvi Zamir (hebrejsky צבי זמיר‎, rodným jménem Cvika Zarzevski, (3. března 1925 – 2. ledna 2024) byl izraelský voják, generálmajor Izraelských obranných sil a ředitel Mosadu v letech 1968 až 1974.

## Biografie
Narodil se v Polsku. Do britské mandátní Palestiny se jeho rodina přestěhovala, když mu bylo sedm měsíců. V osmnácti letech se stal vojákem, a to nejprve v řadách Palmachu, což byly elitní úderné jednotky Hagany. V Palmachu kromě něho sloužili i budoucí izraelští vůdci jako Moše Dajan či Jicchak Rabin. V průběhu izraelské války za nezávislost v roce 1948 bojoval v nově vzniklých Izraelských obranných silách. V armádě zůstal i po válce a postupoval stále výše v rámci armádních struktur. V letech 1966 až 1968 zastával funkci vojenského atašé při izraelském velvyslanectví v Londýně.
Během jeho působení v pozici ředitele Mosadu spolupracoval na operaci Boží hněv (izraelská odpověď na mnichovský masakr). Poté, co tehdejší vláda SRN odmítla izraelskou nabídku na pomoc při vyjednávání s palestinskými únosci z Černého září, osobně sledoval celou událost až do zabití všech izraelských rukojmí po neúspěšné záchranné operaci. V pozdějších rozhovorech (v roce 1992 a 1999) kritizoval německé bezpečnostní složky pro jejich špatnou koordinaci, která podle něj byla hlavní příčinou smrti všech rukojmí.
Žil severně od Tel Avivu, v Cahale.
Ve Spielbergově filmu Mnichov z roku 2005 hraje Zamira Ami Weinberg. Ve filmu Golda – Železná lady Izraele z roku 2023 ho hraje Rotem Keinan.